# リオ・ブランコ法
リオ・ブランコ法（英: Rio Branco law、ポルトガル語: Lei Rio Branco）、ないし新生児自由法（英: Law of Free Birth、ポルトガル語: Lei do Ventre Livre）は、1871年9月28日にブラジル議会を通過した法律。名はリオ・ブランコ子爵ホセ・パラーニョス（José Paranhos, Viscount of Rio Branco）首相に因む。
これは奴隷の子として生まれた者たちや、国や王室の奴隷に自由を与えることを目的としたものであり、親の奴隷の所有者は、21歳までその子供たちの世話をするか、金銭的補償の見返りに子供たちを国に引き渡すことが定められている。

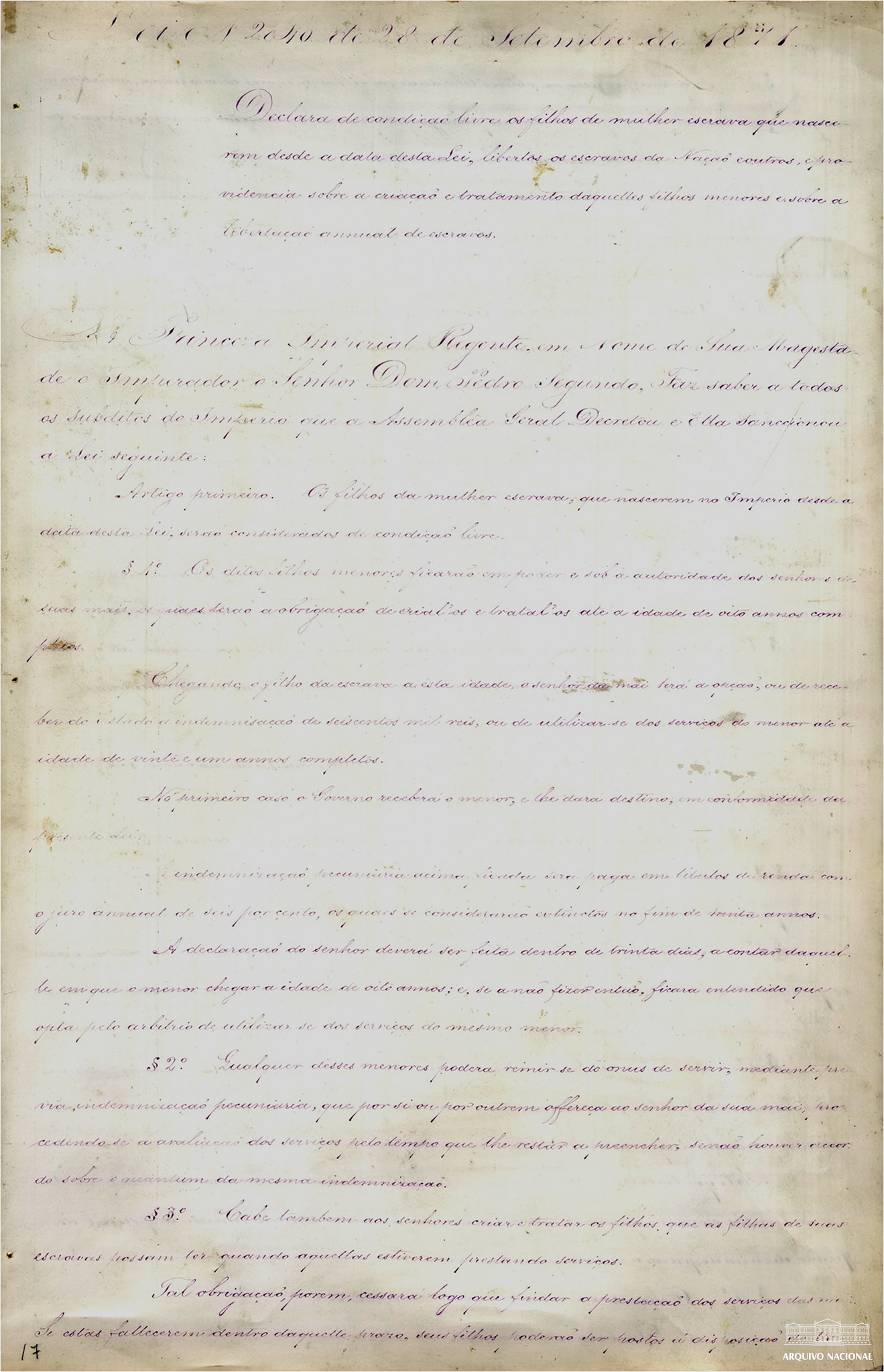
リオブランコ法、ブラジル国立公文書館（National Aechives）より

法律はブラジルでのブラジルでの奴隷制廃止運動の始まりとなったものの、根本的な措置として機能するには法的な抜け穴（Loophole）が多く存在した。そのためこの法律によって解放された奴隷はほとんどおらず、未だ100万人以上が奴隷として拘束され続ける状態が続いた。
またこの法律は、奴隷労働よりも賃金奴隷が主流だった国の北部でより大きな影響力を発揮した。南部で解放された人々も多くがプランテーションで働くために北に移住したことが知られている。
それでもリオ・ブランコ法は、ブラジルにおける奴隷制、ないし奴隷貿易廃止に向けた嚆矢濫觴となった。最終的には1888年5月13日に廃止され、代わってアウレラ法（Lei Áurea）が採用された。